# 片親疎外啓発デー
片親疎外啓発デー（かたおやそがいけいはつデー、英:Parental Alienation Awareness Day 略:PAAD）とは、毎年4月25日に行われる片親疎外の問題について世界的な意識向上のためのキャンペーンの日である。

## 概要
この提案はサーヴィー・エモ（Sarvy Emo）によって2005年後半にカナダで導入された。元々の日付は3月28日であったが、マーケティング上の理由から、2006年以降は日付が変更され、毎年4月25日に実施されるようになった。
2011年の時点で、バミューダ、アメリカ合衆国の17州（ニューヨーク州、メイン州、コネチカット州、フロリダ州、インディアナ州、アイオワ州、ケンタッキー州、モンタナ州、ネブラスカ州、アラバマ州、アーカンソー州、ジョージア州、メリーランド州、ミシシッピ州、ウェストバージニア州、インディアナ州、オクラホマ州）、カナダの多くの自治体が公式に認定している。